# Sikeston

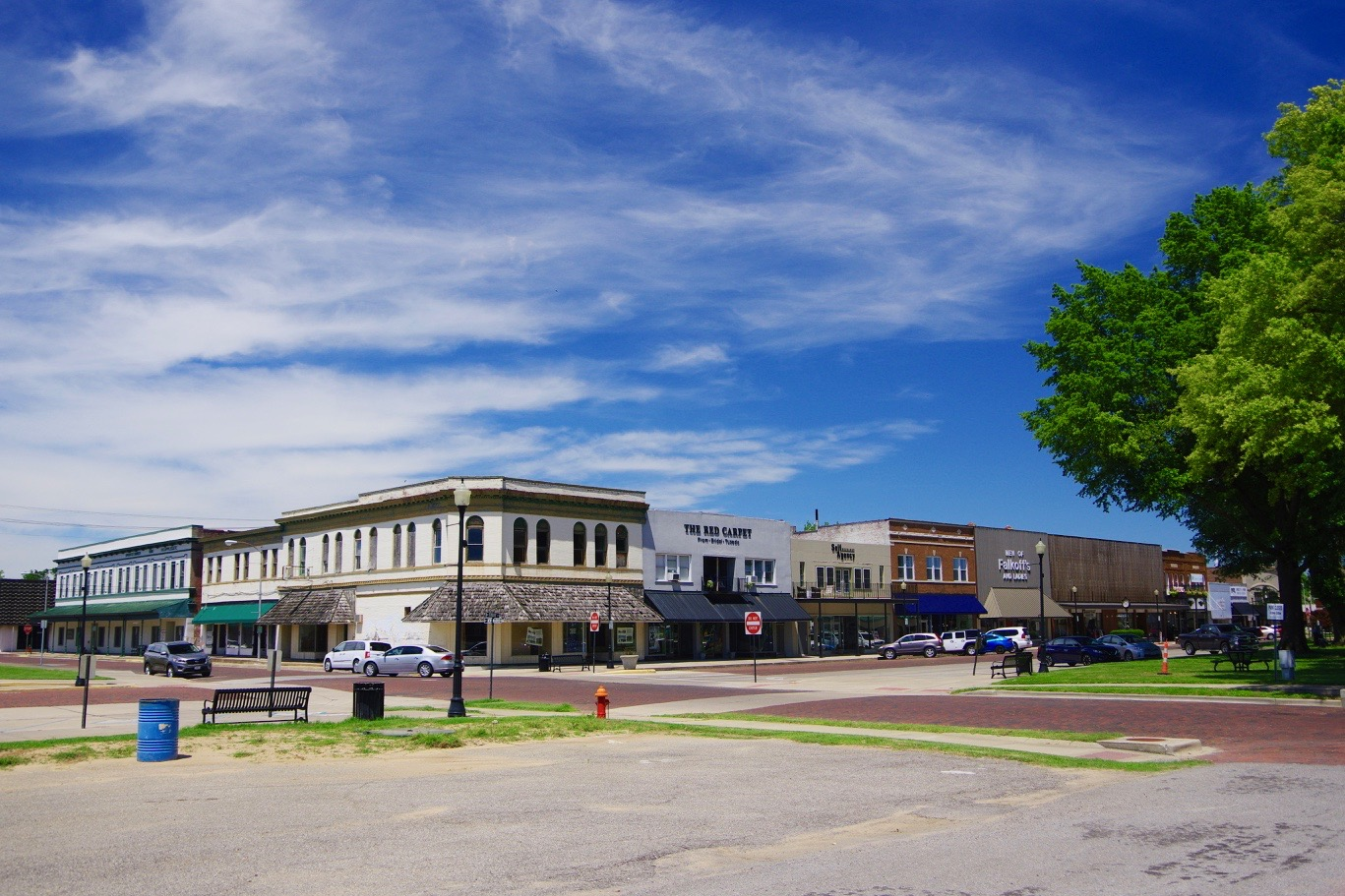

Sikeston est une ville du Missouri, dans les comtés de Scott et New Madrid.

## Source
- (en) Cet article est partiellement ou en totalité issu de l’article de Wikipédia en anglais intitulé « Sikeston, Missouri » (voir la liste des auteurs).